# HC Klatovy
HC Klatovy (celým názvem: Hockey Club Klatovy) je český klub ledního hokeje, který sídlí v Klatovech v Plzeňském kraji. Založen byl v roce 1928. Od sezóny 2001/02 do sezóny 2022/23 působil ve 2. lize, třetí české nejvyšší soutěži ledního hokeje. Klubové barvy jsou červená, modrá a bílá. Od sezóny 2015/16 do 2022/23 byly Klatovy farmou extraligové Plzně.
V sezóně 2008/09 hrály Klatovy 2. národní hokejovou ligu. V základní části obsadily 11. místo a v play-off hrály osmifinále a tam byly vyřazeny týmem HC Klášterec nad Ohří. V následující sezóně se klub v základní části umístil lépe. Skončil na 5. místě. Automaticky postoupil do čtvrtfinále play-off, kde narazil na HC Stadion Litoměřice. Tato vyrovnaná série dospěla až do 5. zápasu, kde Klatovy dlouho držely naději na postup do semifinále. Po dvou třetinách vedly 0:1, Litoměřice však ve 3. třetině nasázely 3 góly, a zhatily klatovské naděje.
Sezóna 2010/11 byla pro klatovský tým úspěšná. V základní části obsadili klatovští 3. místo. Ve čtvrtfinále narazili na HC Baník Sokolov. Série dospěla do rozhodujícího zápasu, ve kterém Klatovy rozhodly již v 1. třetině, kterou vyhrály 5:0. Zápas skončil 7:2. V semifinále ale Klatovy nestačily na HC Most. I když prohrály 2:0 na zápasy, sezóna byla přijímána s úspěchem.
Do této sezóny 2011/12 již nenastoupil mužský tým pod názvem SHC Maso Brejcha Klatovy, ale už jen jako SHC Klatovy. Se společností Maso Brejcha se už na významnější spolupráci nedomluvil. Mužstvo vedené trenérem Radkem Mužíkem, později mu na trenérské lavici vypomohl Martin Barčák, se tradičně představilo ve skupině Západ druhé ligy. Tu hrálo 10 týmů, které se utkaly každý s každým čtyřkolově, nejlepších 8 týmů postoupilo do play-off, kde se hrálo na 3 vítězná utkání. V základní části sehrál SHC Klatovy 36 duelů, ze kterých vydolovalo 51 bodů se skóre 140:150 a obsadil 7. místo. Týmové bodování vyhrál Jaroslav Hobl se 40 body (14+26). V brance nejčastěji stál Marek Mazanec.
V roce 2005 se pouze A-tým přejmenoval na SHC Klatovy, B-tým a mládež nadále působila pod hlavičkou HC Klatovy. V roce 2023 nepodalo SHC Klatovy přihlášku do 2.ligy z finančních důvodů. Přihlášku podal jejich rezervní tým HC Klatovy do Plzeňské a Karlovarské krajské liga (4. nejvyšší soutěž). Spojením klubů Klatov a Malé Vísky pro ročník 2024/25 se opět obnovil rezervní tým Klatov, který tak nastoupil pod názvem HC Klatovy "B" do Plzeňské krajské soutěže sk. A (pátá nejvyšší soutěže).
Své domácí zápasy odehrává na zimním stadionu Klatovy s kapacitou 3 250 diváků.

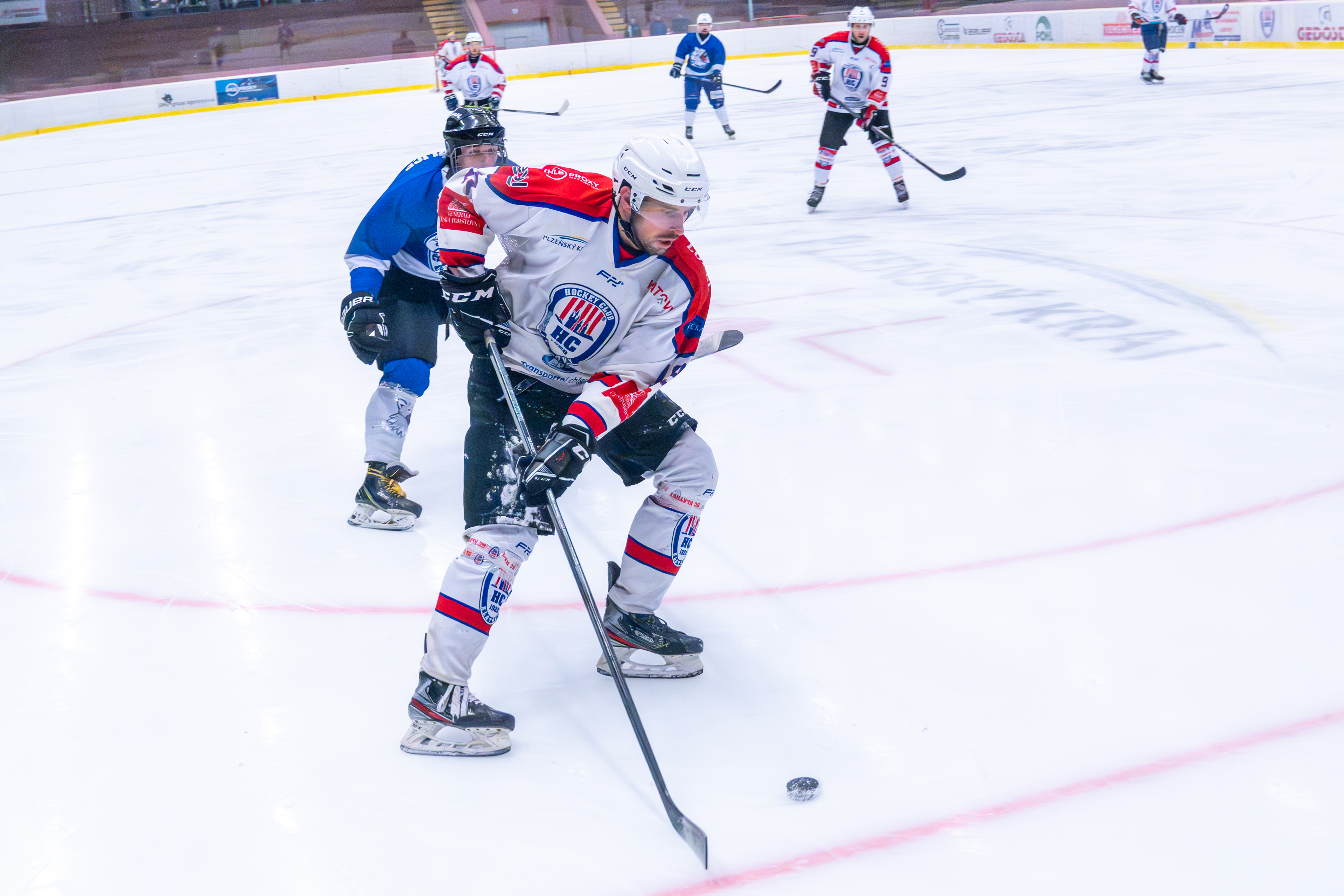
Pavel Čuban v dresu HC Klatovy

## Historické názvy
Zdroj:
- 1928 – TJ Klatovy (Tělovýchovná jednota Klatovy)
- 1996 – HC Klatovy (Hockey Club Klatovy)  Mládež a B - tým
- 2005 – SHC Klatovy (Senior Hockey Club Klatovy) A - tým
- 2009 – SHC Maso Brejcha Klatovy (Senior Hockey Club Maso Brejcha Klatovy) A - tým
- 2011 – SHC Klatovy (Senior Hockey Club Klatovy) A - tým
- 2023 – HC Klatovy (Hockey Club Klatovy) Zánik SHC. Všechny kategorie nyní pod hlavičkou HC Klatovy.

## Přehled ligové účasti
Stručný přehled
Zdroj:
- 1977–1979: 2. ČNHL – sk. A (3. ligová úroveň v Československu)
- 1979–1980: Krajský přebor I. třídy - Západní Čechy (4. ligová úroveň v Československu)
- 1986–1987: 2. ČNHL – sk. B (3. ligová úroveň v Československu)
- 1987–1991: 2. ČNHL – sk. A (3. ligová úroveň v Československu)
- 1991–1993: 2. ČNHL – sk. B (3. ligová úroveň v Československu)
- 1993–1995: Krajský přebor regionální I. třídy – Západní Čechy (sk. A) (4. ligová úroveň v České republice)
- 1995–1996: Krajský přebor regionální I. třídy – Západní Čechy (4. ligová úroveň v České republice)
- 1997–2001: Západočeský krajský přebor (4. ligová úroveň v České republice)
- 2000–2001: Jihočeský krajský přebor (4. ligová úroveň v České republice)
- 2001–2004: 2. liga – sk. Západ (3. ligová úroveň v České republice)
- 2004–2005: 2. liga – sk. Střed (3. ligová úroveň v České republice)
- 2005–2017: 2. liga – sk. Západ (3. ligová úroveň v České republice)
- 2017–2018: 2. liga – sk. Střed (3. ligová úroveň v České republice)
- 2018–2019: 2. liga – sk. Sever (3. ligová úroveň v České republice)
- 2019–2023: 2. liga – sk. Střed (3. ligová úroveň v České republice)
- 2023–:  Západočeský krajský přebor (4. ligová úroveň v České republice)

Jednotlivé ročníky
Zdroj:
Legenda: ZČ - základní část, červené podbarvení - sestup, zelené podbarvení - postup, fialové podbarvení - reorganizace, změna skupiny či soutěže
| Československo (1977 – 1993) | | | | | |  |
| Sezóny                       | Soutěž | Úroveň | ZČ | Play-off, nadstavba, sk. o udržení...                                                                                       | Poznámky |  |
| 1977/78                      | 2. ČNHL – sk. A | 3. úroveň | 9. místo | | |  |
| 1978/79                      | 2. ČNHL – sk. A | 3. úroveň | 8. místo | | Reorganizace |  |
| 1979/80                      | Krajský přebor I. třídy - Západní Čechy                                                                                     | 3. úroveň | ?. místo | | |  |
| ...                          | | | | | |  |
| 1986/87                      | 2. ČNHL – sk. B | 3. úroveň | 6. místo | | Změna skupiny |  |
| 1987/88                      | 2. ČNHL – sk. A | 3. úroveň | 4. místo | | |  |
| 1988/89                      | 2. ČNHL – sk. A | 3. úroveň | 6. místo | | |  |
| 1989/90                      | 2. ČNHL – sk. A | 3. úroveň | 3. místo | | |  |
| 1990/91                      | 2. ČNHL – sk. A | 3. úroveň | 8. místo | | Změna skupiny |  |
| 1991/92                      | 2. ČNHL – sk. B | 3. úroveň | 7. místo | | |  |
| 1992/93                      | 2. ČNHL – sk. B | 3. úroveň | 8. místo | | Sestup |  |
| Česko (1993 – )              | | | | | |  |
| Sezóny                       | Soutěž | Úroveň | ZČ | Play-off, nadstavba, sk. o udržení...                                                                                       | Poznámky |  |
| 1993/94                      | Krajský přebor regionální I. třídy – Západní Čechy (sk. A)                                                                  | 4. úroveň | 1. místo | | Baráž |  |
| 1994/95                      | Krajský přebor regionální I. třídy – Západní Čechy (sk. A)                                                                  | 4. úroveň | 1. místo | | Baráž |  |
| 1995/96                      | Krajský přebor regionální I. třídy – Západní Čechy                                                                          | 4. úroveň | 1. místo | | Baráž |  |
| ...                          | | | | | |  |
| 1997/98                      | Západočeský krajský přebor                                                                                                  | 4. úroveň | 1. místo | | Baráž |  |
| 1998/99                      | Západočeský krajský přebor                                                                                                  | 4. úroveň | 1. místo | | Baráž |  |
| 1999/00                      | Západočeský krajský přebor                                                                                                  | 4. úroveň | 1. místo | | Baráž |  |
| 2000/01                      | Jihočeský krajský přebor | 4. úroveň | 1. místo | | Změna skupiny |  |
| 2000/01                      | Západočeský krajský přebor                                                                                                  | 4. úroveň | 1. místo | Ne | Baráž |  |
| 2001/02                      | 2. liga – sk. Západ | 3. úroveň | 12. místo | Ne | Baráž |  |
| 2002/03                      | 2. liga – sk. Západ | 3. úroveň | 3. místo | Osmifinále (prohra 1:2 na zápasy s HC Tábor)                                                                                | |  |
| 2003/04                      | 2. liga – sk. Západ | 3. úroveň | 2. místo | Semifinále (prohra 1:2 na zápasy s KLH Vajgar Jindřichův Hradec)                                                            | Změna skupiny |  |
| 2004/05                      | 2. liga – sk. Střed | 3. úroveň | 6. místo | Osmifinále (prohra 0:3 na zápasy s HC Nymburk)                                                                              | Změna skupiny |  |
| 2005/06                      | 2. liga – sk. Západ | 3. úroveň | 2. místo | Osmifinále (prohra 2:3 na zápasy s HC Nymburk)                                                                              | |  |
| 2006/07                      | 2. liga – sk. Západ | 3. úroveň | 5. místo | Čtvrtfinále (prohra 1:3 na zápasy s HC Vrchlabí)                                                                            | |  |
| 2007/08                      | 2. liga – sk. Západ | 3. úroveň | 6. místo | Osmifinále (prohra 1:3 na zápasy s IHC Písek)                                                                               | |  |
| 2008/09                      | 2. liga – sk. Západ | 3. úroveň | 11. místo | Osmifinále (prohra 0:2 na zápasy s HC Klášterec nad Ohří)                                                                   | |  |
| 2009/10                      | 2. liga – sk. Západ | 3. úroveň | 5. místo | Čtvrtfinále (prohra 2:3 na zápasy s HC Stadion Litoměřice)                                                                  | |  |
| 2010/11                      | 2. liga – sk. Západ | 3. úroveň | 3. místo | Semifinále (prohra 0:3 na zápasy s HC Most)                                                                                 | |  |
| 2011/12                      | 2. liga – sk. Západ | 3. úroveň | 7. místo | Semifinále (prohra 0:3 na zápasy s HC Klášterec nad Ohří)                                                                   | |  |
| 2012/13                      | 2. liga – sk. Západ | 3. úroveň | 4. místo | Čtvrtfinále (prohra 2:3 na zápasy s HC Klášterec nad Ohří)                                                                  | |  |
| 2013/14                      | 2. liga – sk. Západ | 3. úroveň | 15. místo | Osmifinále (prohra 0:3 na zápasy s HC Tábor)                                                                                | |  |
| 2014/15                      | 2. liga – sk. Západ | 3. úroveň | 17. místo | Ne | |  |
| 2015/16                      | 2. liga – sk. Západ | 3. úroveň | 4. místo | Čtvrtfinále (prohra 1:3 na zápasy s HC Kobra Praha)                                                                         | |  |
| 2016/17                      | 2. liga – sk. Západ | 3. úroveň | 2. místo | Čtvrtfinále (prohra 1:3 na zápasy s HC Moravské Budějovice 2005)                                                            | Změna skupiny |  |
| 2017/18                      | 2. liga – sk. Střed | 3. úroveň | 7. místo | Osmifinále (prohra 0:3 na zápasy s SKLH Žďár nad Sázavou)                                                                   | Změna skupiny |  |
| 2018/19                      | 2. liga – sk. Sever | 3. úroveň | 2. místo | Osmifinále (prohra 0:3 na zápasy s SC Kolín)                                                                                | Změna skupiny |  |
| 2019/20                      | 2. liga – sk. Střed | 3. úroveň | 4. místo | | Nedohráno |  |
| 2020/21                      | 2. liga – sk. Jih | 3. úroveň | neurčeno | | Zrušeno |  |
| 2021/22                      | 2. liga – sk. Jih | 3. úroveň | 5. místo | Ne | |  |
| 2022/23                      | 2. liga – sk. Západ | 3. úroveň | 14. místo | Ne | |  |
| 2023/24                      | Seniorský A-tým SHC Klatovy nepodal přihlášku do žádné soutěže. Zánik SHC. Všechny kategorie nyní pod hlavičkou HC Klatovy. | Seniorský A-tým SHC Klatovy nepodal přihlášku do žádné soutěže. Zánik SHC. Všechny kategorie nyní pod hlavičkou HC Klatovy. | Seniorský A-tým SHC Klatovy nepodal přihlášku do žádné soutěže. Zánik SHC. Všechny kategorie nyní pod hlavičkou HC Klatovy. | Seniorský A-tým SHC Klatovy nepodal přihlášku do žádné soutěže. Zánik SHC. Všechny kategorie nyní pod hlavičkou HC Klatovy. | Seniorský A-tým SHC Klatovy nepodal přihlášku do žádné soutěže. Zánik SHC. Všechny kategorie nyní pod hlavičkou HC Klatovy. |  |
| 2023/24                      | Plzeňská a Karlovarská krajská liga                                                                                         | 4. úroveň | 4. místo | Semifinále (prohra 0:2 na zápasy s HC Rebel město Nejdek)                                                                   | Z rezervního týmu se stává A-tým                                                                                            |  |
| 2024/25                      | Plzeňská a Karlovarská krajská liga                                                                                         | 4. úroveň | 4. místo | Souboj o třetí místo (prohra 1:2 na zápasy s HC Domažlice)                                                                  | |  |

## B-tým
Spojením klubů HC Klatovy a Malé Vísky pro ročník 2024/25 se opět obnovil rezervní tým Klatov, který tak nastoupil pod názvem HC Klatovy "B" do Plzeňské krajské soutěže sk. A (pátá nejvyšší soutěže).
| Česko (2024 –) |                                 |           |          |                                       |          |  |
| Sezóny         | Soutěž                          | Úroveň    | ZČ       | Play-off, nadstavba, sk. o udržení... | Poznámky |  |
| 2024/25        | Plzeňská krajská soutěž – sk. A | 5. úroveň | 7. místo |                                       |          |  |